# Heinrich III. Groß von Trockau

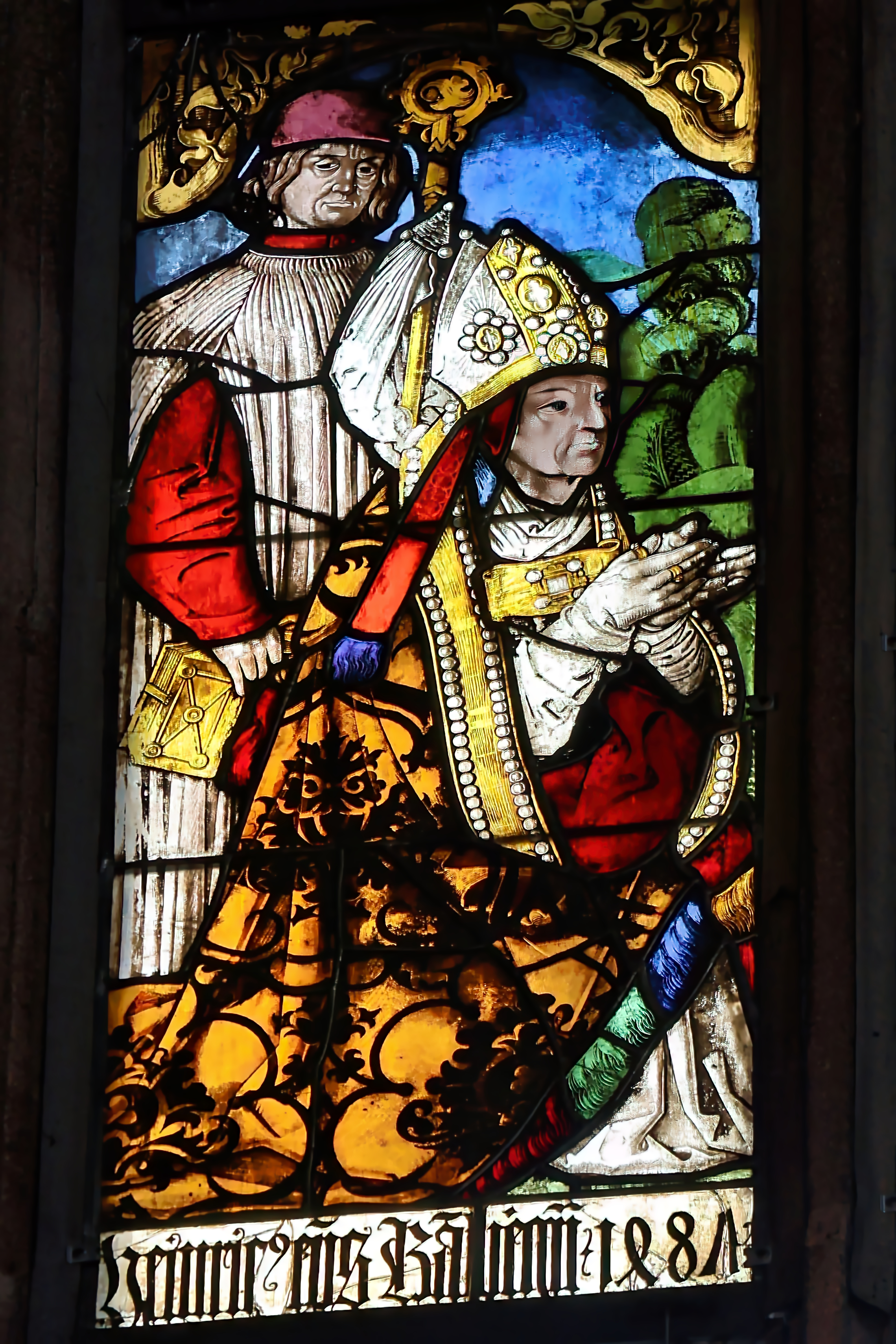
Darstellung des Fürstbischofs im Bamberger Fenster von St. Sebald in Nürnberg, Arbeit von Albrecht Dürer und Veit Hirschvogel (1501/02)

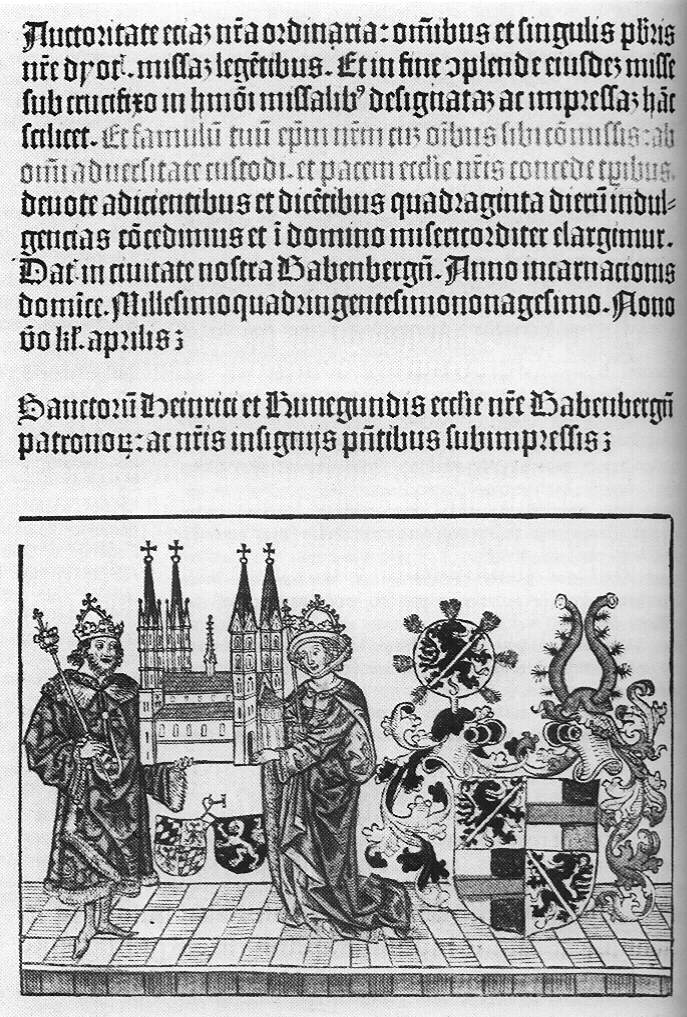
Holzschnitt mit Wappen Heinrichs III.

Heinrich III. Groß von Trockau (* vor 1432; † 30. März 1501 Bamberg) war ein deutscher Geistlicher. Er war Domherr und von 1487 bis 1501 Fürstbischof des Hochstifts Bamberg.

## Herkunft
Heinrich stammt aus dem Geschlecht der Groß von Trockau. Er wurde als Sohn des Rudolph Groß von Trockau auf Reizendorf und dessen Gemahlin Margaretha von Giech geboren. Diese Elternangabe aus den genealogischen Tabellen von Biedermann widerspricht den auf der bronzenen Grabplatte befindlichen Familienwappen. Die Grabplatte wurde zu Lebzeiten des Fürstbischofs Heinrich III. Groß von Trockau geschaffen, auf ihr befinden sich die Agnatenwappen derer von Groß – von Redwitz, von Lichtenstein und von Künsberg, aber kein Wappen derer von Giech.
Aus der Ehe von Groß/von Giech gingen zehn Kinder hervor. Von diesen ergriffen drei den geistlichen Stand. Heinrich war das dritte Kind seiner Eltern.

## Aufstieg als Geistlicher
Heinrich war bereits 1451 Domherr in Augsburg, am 14. März 1452 erhielt er ein Kanonikat und wurde Domherr in Bamberg. Er studierte 1452 in Heidelberg; am Beginn seiner Karriere als Geistlicher stand die Diakonatsweihe am 20. April 1454. Der Heilig-Geist-Bruderschaft in Rom trat er 1480 bei.

## Weihe zum Fürstbischof von Bamberg
Heinrich wurde am 1. Februar 1487 zum Bischof gewählt, er zog durch die Gnadenpforte in den Dom ein und legte dort in Gegenwart des Dompropstes Veit Truchseß von Pommersfelden, der auch sein Nachfolger wurde, und des Dechanten Hertnid von Stein den 60 Punkte umfassenden Kapitulations-Eid ab. Der Eid hatte bei Nichteinhalten dieser Punkte Monierung und Entziehung der Einkünfte zur Folge.
Am 15. Juli 1487 erhielt er die bischöfliche Weihe von Friedrich Graf von Zollern, dem Bischof von Augsburg.
Am 21. Juli 1487 hielt Heinrich als Erwählter und Bestätigter in Nürnberg mit 200 Pferden seinen Einzug, um dort am 8. August 1487 von Kaiser Friedrich III. mit den Regalien, Lehen, der Weltlichkeit und allen Rechten seines Stifts, die der Kaiser erneuerte, belehnt zu werden. Eingriffe in diese Rechte sollten mit 60 Mark lötigem Gold bestraft werden. Dieser Betrag wäre je zur Hälfte an den Kaiser und den Bischof zu zahlen gewesen.

## Grabmal
Heinrich verstarb am 30. März 1501. Sein Leichnam wurde im Peterschor bestattet, sein Grab, das etwa einen Meter vor den Stufen des Altares liegt, wurde durch eine beschriftete quadratische Platte gekennzeichnet. Sein bronzenes Grabmal, das bereits zu seinen Lebzeiten im Jahr 1491 durch Peter Vischer zu Nürnberg geschaffen wurde, ergänzte nach seinem Tod der Goldschmiedemeister Marx Streubel mit der Jahreszahl 1501. Die Gusstafel hat ein Gewicht von vier Zentnern. Dieses eherne Grabmal wurde 1832 an die heutige Stelle – an die Südwand der Apsis des Peterchores – versetzt.
In seiner 1827 herausgegebenen Schrift über die bischöflichen Grabdenkmäler beschreibt der Bamberger Heimatforscher und Sammler Joseph Heller die Situation folgendermaßen: „Liegt vor dem Altare des Peters-Chores. Es stellt den Bischof stehend auf einem Löwen, welcher den Schild mit dem Landes- und Familienwappen hält, in vollem Ornate dar. An den Ecken sind die Wappen Groß von Trockau, Lichtenstein, Redwitz und Künsberg (…)“.
Im Zuge der Stilrestaurierung (1828–1844) wurde das eherne Grabdenkmal an die Südseite des Westchores umgesetzt. Bei Grabungen 1935 wurde das Grab – eigentlich eine Gruft – völlig zusammengestürzt vorgefunden.